# Paul Lambrichts
Paul Raymond Lambrichts (16 oktober 1954) is een Belgisch voormalig voetballer die speelde als verdediger. Hij voetbalde lange tijd in de eerste klasse bij FC Winterslag, KSK Beveren en Standard Luik en speelde vijf interlandwedstrijden met het Belgisch voetbalelftal. Lambrichts nam met de nationale ploeg deel aan het Europees kampioenschap voetbal 1984 in Frankrijk.

## Loopbaan

### Lanklaar VV en Patro Eisden
Lambrichts doorliep de jeugdreeksen bij provincialer Lanklaar VV. In 1975 debuteerde hij als verdediger in de eerste ploeg van toenmalig tweedeklasser Patro Eisden. Hij speelde er samen met Lei Clijsters onder trainer Leo Canjels. Lambrichts verwierf onmiddellijk een vaste basisplaats in het elftal dat na het seizoen op de zesde plaats eindigde. Het volgende seizoen bereikte de ploeg de eindronde maar Eisden kon niet promoveren. Zowel Clijsters als Canjels verlieten op dat moment de ploeg en in 1978 degradeerde Eisden naar de derde klasse.

### FC Winterslag
Daarop trok FC Winterslag, dat sinds 1976 in de eerste klasse actief was, Lambrichts aan. Bij Winterslag speelde hij samen met Mathy Billen in de verdediging. De resultaten van de ploeg gingen in de volgende seizoenen in stijgende lijn. In 1979 werd de tiende plaats behaald, in 1980 bereikte de ploeg de achtste plaats en in 1981 werd Winterslag vijfde en kon hierdoor deelnemen aan de UEFA Cup. Het sportieve hoogtepunt van Lambrichts bij Winterslag was ongetwijfeld de uitschakeling van de Engelse club Arsenal FC in de tweede ronde van de UEFA Cup 1981/82.

### KSK Beveren
De prestaties van Lambrichts waren de sportieve leiders van KSK Beveren, op dat moment een van de topploegen in België, niet ontgaan en in 1982 trok hij dan ook naar Beveren waar hij ging samenspelen met onder meer Marc Baecke, Paul Theunis en Erwin Albert. In zijn eerste seizoen bij de ploeg onder trainer Urbain Braems veroverde het elftal de Beker van België. Het seizoen nadien werd de ploeg landskampioen en won het eveneens de Belgische Supercup.
Lambrichts blonk uit in de verdediging van de ploeg en hij werd in 1984 zesmaal geselecteerd voor het Belgisch voetbalelftal. In totaal speelde hij vijf wedstrijden voor de nationale ploeg waarvan twee matchen op het Europees kampioenschap voetbal in Frankrijk waarin de groepsfase niet werd overleefd.
Zijn club, Beveren, bleef meedraaien in de top van de Belgische voetbalcompetitie en speelde tot in 1988 Europees voetbal. In 1985 verloor Lambrichts met de ploeg de finale van de Beker van België tegen Cercle Brugge na het nemen van strafschoppen. Lambrichts miste echter de beslissende strafschop.

### Standard Luik
In 1988 begonnen de prestaties van de ploeg achteruit te gaan en Lambrichts trok in juli naar Standard Luik. Deze ploeg was na de omkoopzaak Standard-Waterschei van 1984 nog slechts een subtopper en wilde met Lambrichts meer ervaring in de ploeg. In zijn eerste seizoen eindigde de ploeg op de zesde plaats. De ploeg bereikte eveneens de finale van de Beker van België die ze verloor van RSC Anderlecht met 2-0. In het seizoen 1989-90 speelde Lambrichts mee tot aan de winterstop en verkoos toen om terug te keren naar KSK Beveren dat in een degradatiestrijd verwikkeld was. In totaal speelde hij voor Standard 60 wedstrijden waaronder 42 competitiematchen.

### Einde loopbaan
Bij Beveren kon de degradatie op het einde van het seizoen niet vermeden worden en op dat moment zette Lambrichts een punt achter zijn voetballoopbaan op het hoogste niveau. In totaal speelde hij 367 wedstrijden in de Belgische hoogste voetbalafdeling en scoorde daarin 6 doelpunten. Lambrichts speelde daarna nog drie seizoenen bij derdeklasser KVV Overpelt Fabriek en stopte definitief met voetballen in 1993.

### Als trainer
Lambrichts was korte tijd als trainer aan de slag. In 1999 was hij hulptrainer bij Maasland onder Mathy Billen. De ploeg was op dat moment actief in de tweede klasse. Lambrichts werd er in 2000 voor één seizoen hoofdtrainer en ging daarna aan de slag als beloftentrainer. Als hoofdtrainer werd hij opgevolgd door Guy Winkels.